# Espaço subaracnóideo
No cérebro, o espaço subaracnóideo (português brasileiro) ou subaracnoideu (português europeu) é o intervalo entre a aracnóide-máter e a pia-máter.